# Брэйнбоу
Брэйнбоу – это метод нейровизуализации, в основе которого лежит использование флуоресцентных белков. Будучи внедрённым в геном животного, зелёный флуоресцентный белок и его генетически модифицированные варианты окрашивают нервные клетки в разные цвета (в общей сложности до 100 разных оттенков), что позволяет значительно более точно локализовать архитектуру нейронных связей отдельных клеток. Данный метод позволяет картографировать одновременно до 100 нервных клеток.
Названием метода является сочетание английских слов brain (мозг) и rainbow (радуга).

## Создание метода
Методика “Брэйнбоу” была разработана командой учёных Медицинской школы Гарварда под руководством Джеффа В. Лихтмана (Jeff W. Lichtman) и Джошуа Р. Сейнса (Joshua R. Sanes) весной 2007 года. Целью исследователей было улучшение традиционных методов нейровизуализации (например, таких как окрашивание по методу Гольджи), поскольку предыдущие техники имели серьёзные ограничения, в первую очередь связанные с небольшим количеством цветов, доступных для окрашивания индивидуальных нейронов.
Первые исследования с использованием техники “Брэйнбоу” были опубликованы в журнале Nature в ноябре 2007 года. В статье описывались техники экспрессии флуоресцентных белков в генетически модифицированных животных под названием “Брэйнбоу-1” и “Брэйнбоу-2”. Техника “Брэйнбоу-3” была представлена в 2013 году.

## Механизм
Методики Брэйнбоу основаны на cre-lox рекомбиназной системе, состоящей из фермента cre-рекомбиназа и особых коротких последовательностей ДНК, которые называются LoxP-сайты. Имеется канонический и несколько мутантных вариантов этих последовательностей. Cre-рекомбиназа взаимодействует только с идентичными LoxP-сайтами и осуществляет вырезки или инверсии ДНК между ними. Оригинальный Брэйнбоу метод включает в себя Брэйнбоу-1 и Брэйнбоу-2, использующие разные формы cre/lox рекомбинации. Брэйнбоу-3 является модифицированной версией Брэйнбоу-1. Для всех методик экспрессия любого из генов флюоресцентных белков разных цветов (XFPs) является случайной. Общий алгоритм Брэйнбоу таков: сначала изготавливают ДНК-конструкты, состоящие из промотора, нескольких генов XFPs (обычно 4-х: RFP-красный, YFP-жёлтый, CFP- голубой, OFP-оранжевый), разделённых разными вариантами loxP (в случае 4-х XFPs используют 3 loxP) и вводят их в геном одной линии трансгенных организмов. В геном другой линии вводят ген Cre-рекомбиназы. Затем линии скрещивают. Потомки экспрессируют рекомбиназу, которая, соединившись со случайной парой одинаковых loxP-сайтов, вырезает участок ДНК между ними. В базовом конструкте имеется 3 пары loxP, что даёт 3 равновероятных возможности вырезки плюс вероятный случай того, что рекомбиназа непровзаимодействует. Вследствие этого оказавшийся непосредственно после промотора один из четырёх генов XFP экспрессирует свой флуоресцентный белок. Т.к в один трансгенный организм вводят несколько XFP/loxP-конструктов различных вариаций, случайное сочетание разноцветных флюоресцентных белков окрашивает нейрон в один из примерно 100 оттенков. Для того, чтобы визуализировать разнообразие паттернов экспрессии генов XFP, срезы мозга изучают с помощью конфокальной микроскопии.

## Применение
Технология “Брэйнбоу” позволяет проводить исследование нейронных сетей в живых организмах и анализировать их роль в обеспечении функционирования нервной системы, являясь, таким образом, важным инструментом коннектомики. Предполагается, что дальнейшее развитие метода позволит использовать его в исследованиях неврологических и психических расстройств путём сравнения карт мозга при наличии патологии и соответствующих им участков здорового мозга.